# ポッジボンシ
ポッジボンシ (伊: Poggibonsi) は、イタリア共和国トスカーナ州シエーナ県にある、人口約28,000人の基礎自治体（コムーネ）。
カナ転記としては「ポッジボンスィ」が現地音に近い。

## 地理

### 位置・広がり

#### 隣接コムーネ
隣接するコムーネは以下の通り。括弧内のFIはフィレンツェ県所属を示す。
- バルベリーノ・タヴァルネッレ (バルベリーノ・ヴァル・デルサ (FI))
- カステッリーナ・イン・キアンティ
- コッレ・ディ・ヴァル・デルザ
- モンテリッジョーニ
- サン・ジミニャーノ

### 気候分類・地震分類
ポッジボンシにおけるイタリアの気候分類 (it) および度日は、zona D, 1984 GGである。
また、イタリアの地震リスク階級 (it) では、zona 3 (sismicità bassa) に分類される。

## 姉妹都市
- コルレート・ペルティカーラ、イタリア
- ヴェルネ（英語版）、ドイツ
- マルク＝アン＝バルール、フランス